# Тамара Никчевић
Тамара Никчевић јесте црногорска новинарка и водитељка.

## Биографија
Писањем се бави од 1997. године.
Била је уредница Пинк М телевизије.
Водила је емисију Телескопија на Радио телевизији Црне Горе. Поједини медији наводили су да је по емисији на основу хонорара наплаћивала 1500 евра, што је довођено у контекст подршке владајућем режиму предвођеним ДПС-ом.

## Ставови
Никчевићева је у јавност изнијела став амбасадорске САД у Црној Гори Џуди Рајзинг Ранке изречен током приватне вечере у којем амбасадорка пројектује да ће Мило Ђукановић извести тенкове на улице послије избора 2020. као и да Ђукановић прогони Хришћане. Амбасада САД се тим поводом огласила рекавши да је Разочаравајуће видети такав непрофесионализам од стране јавног медијског сервиса који има мандат да информише а не да обмањује јавност. Уредништво и менаџмент Радиотелевизије Црне Горе оградили су се од изјаве Никчевићеве а савјет РТЦГ је тим поводом закључио да је Никчевићева прекршила програмске стандарде и принципе.
У изјавама износи нетрпељивост према канонској Српској православној цркви. Она ову осмовјековну институција назива Црквом Србије. У интервјуу Ал Џазири је без икаквих представљених доказа тврдила да је СПЦ куповала гласове и отплаћивала кредите људима зарад гласања за одређене партије.
Она сматра да је Излазак из традиционалног источно-православног цивилизацијског круга и прикључење западном, евроатланском, једно је од највећих достигнућа Црне Горе од обнове независности.
У видео снимку насталом прије почетка једне емисије Никчевићева је припаднике Демократске Црне Горе окарактерисала као битанге, уличаре, најпримитивније, издајнике, стоке.
Тврдила је да предсједник Србије Александар Вучић у Црну Гору шаље криминалце, паравојне формације и прави седми батаљон. Поједине парламентарне странке су оштро критиковале ову изјаву.
Бранитељка је политике Мила Ђукановића и његовог бившег режима.

## Дјела
- Голи отоци Јова Капичића, 2009.[1][15]